# Daniel (Vorname)
Daniel ist ein überwiegend männlicher Vorname.

## Herkunft und Bedeutung
Der Name Daniel wird vom hebräisch-aramäischen Namen דָּנִיֵּאל dānijjēʾl abgeleitet. Der Name ist bereits in vorisraelitischer Zeit in anderen semitischen Sprachen nachweisbar.
Vermutlich entwickelte der Name sich aus דָּנִיאֵל dānîʾēl. Er setzt sich aus dem Element אֵל ʾēl „Gott“ und דין djn „Recht schaffen“ oder דון dwn „mächtig sein“ zusammen und bedeutet somit „Gott richtet“, „Gott ist Richter“, „Gott ist mächtig“ oder auch "Gott ist mein Richter". Ursprünglich stellte wohl דון dwn das erste Namenselement dar, im Kontext des hebräisch-aramäischen Sprachgebrauchs ist der Name jedoch von der Wurzel דין djn her zu deuten.

## Verbreitung
Der Name Daniel erfreut sich international großer Beliebtheit.

### Deutscher Sprachraum
In Österreich war der Name Daniel vor allem in den 1990er Jahren beliebt. In den 2000er Jahren begann seine Popularität zu sinken. Im Jahr 2021 belegte er Rang 39 der Hitliste. Von 1984 bis 2022 wurden circa 34.700 Jungen so genannt. Daniel wird in der Schweiz seit 1930 jedes Jahr in der Namensgebung berücksichtigt. Von Mitte der 1950er bis Mitte der 1990er Jahre befand er sich stets in den Top-10 der Vornamenscharts, seitdem ist seine Vergabe rückläufig. In der Schweiz kommt er seit der Jahrtausendwende im Vergleich zu Österreich seltener vor. Im Jahr 2022 stand Daniel dort auf Rang 78 der Vornamenscharts und war der häufigste Vorname unter der männlichen ständigen Wohnbevölkerung. Von 1930 bis 2022 wurde der Name 61.700 Mal vergeben.
In Deutschland nahm die Popularität des Namens ab den 1950er Jahren zu. Vor allem in den 1980er Jahren erfreute er sich großer Beliebtheit. In den Jahren 1985 und 1988 erreichte er mit Rang 2 seine bislang höchste Platzierung in den Vornamenscharts. Seit Ende der 1990er Jahre sinkt die Popularität des Namens. Im Jahr 2021 belegte er Rang 68 der Vornamenscharts. Auf der Hitliste der beliebtesten Folgenamen erreichte er Rang 53. Besonders häufig ist der Vorname in Süddeutschland.

### Englischer Sprachraum
Als biblischer Name kam Daniel im Mittelalter in England in Gebrauch, ließ jedoch schließlich an Beliebtheit nach. Durch die Reformation nahm seine Popularität wieder zu. Auch heute ist der Name im Vereinigten Königreich beliebt. In England und Wales zählte Daniel in den 1990er Jahren noch zu den beliebtesten Namen. Mittlerweile sank seine Popularität, sodass er im Jahr 2021 Rang 54 belegte. Auch in Schottland hat sich der Name in der Top-100 der Vornamenscharts etabliert. In 1995 und 2008 erreichte mit Rang 3 seine höchsten Platzierungen. Zuletzt wurde er seltener gewählt und stand im Jahr 2021 auf Rang 38 der Hitliste. In Nordirland war die Beliebtheit des Namens zwar leichten Schwankungen ausgesetzt, jedoch hielt er sich seit den 2000ern unter den vorderen Rängen der Histliste. Zuletzt belegte er Rang 13 (Stand 2021). Ein ähnliches Bild zeigt sich auch in Irland, wo der Name im Jahr 2021 auf Rang 8 der Vornamenscharts stand.
Auch in den USA hat sich der Name unter den beliebtesten Männernamen etabliert. Seit 1921 zählt er zu den 50 meistgewählten Männernamen. Von 1981 bis 2011 stand er mit Ausnahme der Jahre 1997 und 1998 in der Top-10. Im Jahr 2021 belegte er Rang 16 der Hitliste. Ein ähnliches Bild zeigt sich auch in Kanada (Rang 18, Stand 2019).
In Australien stieg der Name Daniel insbesondere in den 1960er und frühen 1970er Jahren in den Vornamenscharts auf. Von 1975 bis 1997 zählte er zu den 4 meistgewählten Männernamen, erreichte jedoch nie die Spitzenplatzierung. Seit den späten 2000er Jahren sinkt die Beliebtheit des Namens. Zuletzt stand er auf Rang 51 der Vornamenscharts (Stand 2021). Ein ähnliches Bild zeigt sich auch in Neuseeland.

### International
In Israel wird der Name Daniel sowohl an Männer als auch an Frauen vergeben. Für beide Geschlechter hat er sich in der Top-100 der Vornamenscharts etabliert. Als Männername erreichte er mehrfach die Top-10 und belegte im Jahr 2020 Rang 13 der Hitliste. Als Frauenname wird er etwas seltener gewählt und hat sich im hinteren Drittel der Top-100 etabliert. Zuletzt stand er auf Rang 87 (Stand 2020).
In Armenien hat sich der Name Daniel in der Top-50 der Vornamenscharts etabliert. Im Jahr 2021 belegte er Rang 14 der Hitliste.
Daniel wird in Frankreich seit 1930 alljährlich in der Namensgebung berücksichtigt. Von Anfang der 1940er bis Mitte der 1950er Jahre war der Höhepunkt seiner Beliebtheit, in diesem Zeitraum lag er stets in den Top-10. Die besten Platzierung erzielte er im Jahr 1946 mit Rang 3. Danach ging seine Popularität zurück, in den 1980er Jahren verließ er die Top-100, seit 2010 ist der Name wieder etwas beliebter bei der Namenswahl. Von 1930 bis 2022 wurde Daniel rund 410.000 Mal vergeben. In Belgien wird der Name seit 1995 regelmäßig vergeben, seit dem Jahr 2010 befindet er sich in den Top-200 der Hitlisten. Der Name wird in den Niederlanden seit 1930 konstant bei der Namenswahl berücksichtigt. Seit 2008 hat sich die Schreibweise Daniël in den Top-100 etabliert. Dahingegen wird die übliche Form nicht so oft gewählt.
Daniel ist in Bulgarien ein sehr beliebter Name, von 2012 bis 2022 war er stets in den Top-10 der Vornamenscharts zu finden. Der Name wird in Polen seit 2000 regelmäßig vergeben, er ist ein recht beliebter Name. Seine beste Platzierung erzielte er im Jahr 2000 mit Rang 19. Daniel ist in Ungarn ein sehr beliebter Jungenname, um die Jahrtausendwende zählte er sogar zu den beliebtesten Namen, im Jahr 2000 belegte er Rang 1. Von 2000 bis 2022 wurden etwa 27.100 Jungen so genannt.
In Tschechien nahm die Popularität des Namens in den 1950er und 1960er Jahren zu. In den 1970er und 1980er Jahren belegte der Name 20er-Ränge in den Vornamenscharts, bevor seine Beliebtheit leicht zu steigen begann. Seitdem erreichte der Name achtmal eine Platzierung in der Top-10. Zuletzt belegte er Rang 14 (Stand 2016). In Slowenien war der Name in den Jahren 2001 und 2002 in den Top-100.
In Spanien hat der Name Daniel sich in der Top-10 der Vornamenscharts etabliert. Dabei stand er mehrfach an der Spitze der Hitliste. Im Jahr 2021 belegte er Rang 7. Seit 2011 befindet sich der Name in Portugal in den Top-40. In Italien befindet sich der Name seit 2005 in den Top-50.
Daniel war in Schweden von Mitte der 1980er bis Ende der 1990er Jahre in den Top-10 der Vornamenscharts. Danach sank seine Popularität, zurzeit ist er jedoch noch in den Top-100 vertreten. Der Name war in Dänemark von Anfang der 1980er bis Mitte der 1990er Jahre in den Top-20. Seitdem sinkt seine Beliebtheit, wobei er sich noch in den Top-100 befindet. In Norwegen wird der Name seit 1945 jährlich vergeben, er befindet sich seit Mitte der 1970er Jahre in den Top-50 der Hitlisten. Jedoch geht seine Beliebtheit seit 2010 zurück. Von 1945 bis 2022 wurde er rund 19.700 Mal vergeben. Der Name ist in Finnland seit der Jahrtausendwende in den Hitlisten vertreten. In den letzten Jahren befindet er sich in den Top-30.
Der Name ist in Chile ein beliebter Jungenname, seine Popularität fällt jedoch leicht. Von 2010 bis 2021 lag er in den Top-50. Sehr populär ist der Name in Mexiko, er befand sich in den Jahren 2020 und 2021 in den Top-10. Auch in Puerto Rico hat sich der Name seit 2000 in den Top-40 etabliert, seine beste Platzierung erzielte er im Jahr 2014 mit Rang 12.

## Varianten

### Männliche Varianten
- Armenisch: Հայերեն Daniel, Taniel
- Belarussisch: Данііл Daniil
- Bulgarisch: Данаил Danail, Даниел Daniel
  - Diminutiv: Данчо Dančo
- Deutsch
  - Diminutiv: Dan
- Englisch
  - Walisisch: Deiniol
  - Diminutiv: Dan, Dannie, Danny
- Estnisch: Taaniel, Tanel
- Färöisch: Dániel, Dánjal
- Finnisch: Taneli
  - Diminutiv: Tatu
- Französisch
  - Bretonisch: Deniel
  - Diminutiv: Dan, Dany
- Georgisch: დანიელ Daniel
- Griechisch: Δανιήλ Daniil
  - Altgriechisch: Δανιήλ Daniēl
- Isländisch: Daníel
- Italienisch: Daniele, Danilo
  - Latein: Danihel
- Kasachisch: Даниал Danial
- Kirchenslawisch: Данїилъ Daniilu
- Kroatisch: Danijel, Danilo
  - Diminutiv: Danko
- Lettisch: Daniels
- Litauisch: Danielius
- Mazedonisch: Даниел Daniel
  - Diminutiv: Данчо Dančo
- Niederländisch: Daniël
  - Diminutiv: Daan, Dani, Danny
- Persisch: دانیال dʾānīāl
- Portugiesisch: Danilo
  - Diminutiv: Dan
- Rumänisch
  - Diminutiv: Dan, Dănuț
- Russisch: Даниил Daniil, Данила Danila
- Schwedisch
  - Diminutiv: Dan, Danne
- Semitische Sprachen
  - Arabisch: دانيال dʾānīāl
    - Altnordarabisch: DNʾL
    - Altsüdarabisch: DNʾL

  - Hebräisch: דָּנִיֵּאל dānijjēʾl, דָּנִיאֵל dānîʾēl, דָּנִאֵל dāniʾēl
    - Diminutiv: דָּן dān

  - Amurritisch: Da-ni-AN
  - Assyrisch: Dānilu, Dānil
  - Ugaritisch: DNỈL
  - Palmyrenisch: DNY
- Serbisch: Данијел Danijel, Данило Danilo
  - Diminutiv: Данко Danko
- Slowenisch: Danijel, Danilo
- Spanisch: Danilo
  - Baskisch: Danel
  - Diminutiv: Dan, Dani
- Türkisch: Danyal
- Ukrainisch: Даниїл Danijl, Данило Danilo
- Ungarisch: Dániel
  - Diminutiv: Dani

### Weibliche Varianten
- Bulgarisch: Даниела Daniela
- Deutsch: Daniela
  - Diminutiv: Dana
- Englisch: Daniela, Daniella, Danielle
  - Diminutiv: Danette, Dani, Danita, Danna, Danni, Dannie
- Französisch: Danièle, Danielle
  - Diminutiv: Dany
- Italienisch: Daniela, Danila
  - Diminutiv: Dania
- Kroatisch: Danijela
- Hebräisch: דָּנִיאֵלָה dānîʾēlâ
- Mazedonisch: Даниела Daniela
- Niederländisch: Daniëlle, Danique
- Rumänisch: Daniela
  - Diminutiv: Dana
- Serbisch: Данијела Danijela
  - Diminutiv: Данка Danka
- Slowakisch: Daniela
  - Diminutiv: Dana, Danka
- Slowenisch: Danijela
  - Diminutiv: Daša
- Tschechisch: Daniela
  - Diminutiv: Dana, Danuše, Danuška
- Ungarisch: Daniella

## Namenstage
- 21. Juli: nach dem Propheten Daniel
- 10. Oktober: nach Daniele Comboni
- 11. Dezember: nach Daniel dem Säulensteher

## Namensträger

### Historische Persönlichkeiten
- Daniel von Padua († 168), christlicher Märtyrer und Heiliger
- Daniel Stylites († 493), Säulenheiliger
- Bruder Daniel (ca. 670–721), Frankenkönig Chilperich II.
- Daniel I. († 1167), Bischof von Prag und Berater des Königs Vladislav II. sowie des Kaisers Friedrich Barbarossa
- Daniel II. Milík, Bischof von Prag 1197–1214
- Daniel Romanowitsch von Galizien (1201–1264), russischer Fürst der frühen Epoche der Tartarenherrschaft
- Daniel von Moskau (1261–1303), Fürst von Moskau. Heiliger der russisch-orthodoxen Kirche
- Daniel Brendel von Homburg (1523–1582), Kurfürst, Erzbischof von Mainz
- Daniel Rantzau (1534–1589), Herr auf Salzau und Klosterpropst zu Uetersen
- Daniel von Waldeck (1530–1577), Graf von Waldeck-Wildungen

### Vorname Daniel
- Daniel (eigentlich Milan Popovic; * 1955), jugoslawischer Sänger

#### A–F
- Daniel Abt (* 1992 deutscher Automobilrennfahrer)
- Daniel Auteuil (* 1950), französischer Schauspieler
- Daniel Bacher (* 2004), österreichischer Freestyle-Skier
- Danny Bacher (1976–2024), US-amerikanischer Jazzmusiker und Komilker
- Daniel Bahr (* 1976), deutscher Politiker (FDP)
- Daniel Barda (* 1944), französischer Jazzposaunist
- Daniel Barenboim (* 1942), argentinischer Dirigent und Pianist
- Daniel Belluš (1938–2011), slowakisch-schweizerischer Chemiker
- Daniel Bertoni (* 1955), argentinischer Fußballspieler
- Daniel Blacksberg (* ≈1980), US-amerikanischer Jazz- und Klezmermusiker
- Daniel „Dan“ Blankinship (* ~1980), US-amerikanischer Jazzmusiker
- Daniel Böcking (* 1977), deutscher Journalist und Autor
- Daniel Boone (1734–1820), US-amerikanischer Pionier und Entdecker
- Daniel Boone (1942–2023), britischer Sänger
- Daniel Bragg (* 1992), australischer Fußballspieler
- Daniel Brühl (* 1978), deutsch-spanischer Schauspieler
- Daniel Brunhart (* 1968), liechtensteinischer Judoka
- Daniel Cates (* 1989), US-amerikanischer Pokerspieler
- Daniel Cohn-Bendit (* 1945), deutscher Politiker und Publizist
- Daniel Cordier (1920–2020), französischer Widerstandskämpfer, Kunsthändler und Historiker
- Daniel Craig (* 1968), britischer Schauspieler
- Daniel Dahm (* 1969), deutscher Geograph
- Daniel Defoe (≈1660–1731), englischer Schriftsteller
- Daniel Döringer (* 1991), deutscher Fußballspieler
- Daniel Dvoress (* 1988), kanadischer Pokerspieler
- Daniel Mark Eberhard (* 1976), deutscher Musikpädagoge und Künstler
- Daniel Engelbrecht (* 1990), deutscher Fußballspieler
- Daniel Fathers (* 1966), britischer Schauspieler
- Daniel Fischer (* 1976), deutscher Moderator
- Daniel Franziskus (* 1991), deutscher Fußballspieler
- Daniel Friedrich (* 1949), deutscher Schauspieler

#### G–O
- Daniel Garbade (* 1957), Schweizer Maler
- Daniel Günther (* 1973), deutscher Politiker (CDU), Ministerpräsident von Schleswig-Holstein
- Daniel Hart (* 1976), US-amerikanischer Musiker und Filmkomponist
- Daniel Hartwich (* 1978), deutscher Moderator
- Daniel Hechter (* 1938), französischer Modeschöpfer
- Daniel „Dan“ Heimiller (* 1962), US-amerikanischer Pokerspieler
- Daniel Hemetsberger (* 1991), österreichischer Skirennläufer
- Daniel Hofer (Fußballspieler) (* 1983), österreichischer Fußballspieler
- Daniel Hofer (Triathlet) (* 1983), italienischer Triathlet
- Daniel Holgado (* 2005), spanischer Motorradrennfahrer
- Daniel Hope (* 1973), südafrikanisch-britischer Violinist
- Daniel Hope (* 1979), britischer Schauspieler
- Daniel „Dan“ Howell (* 1991), britischer YouTuber
- Daniel Idema (* 1984), kanadischer Eishockey- und Pokerspieler
- Daniel Kaiser (* 1990), deutscher Fußballspieler
- Daniel Kaiser-Küblböck (1985–2018), deutscher Sänger
- Daniel Keel (1930–2011), Schweizer Verleger
- Daniel Kehlmann (* 1975), österreichisch-deutscher Schriftsteller
- Daniel Keyes (1927–2014), US-amerikanischer Schriftsteller
- Daniel Kirchner (Basketballspieler) (* 1997), deutscher Basketballspieler
- Daniel Kirchner (Volleyballspieler) (* 2000), deutscher Volleyball- und Beachvolleyballspieler
- Daniel Kölbl (* 1993), deutscher Politiker (CDU), Mitglied des Bundestages
- Daniel Lang (Glasmaler) (1543–um 1605), Schweizer Glasmaler
- Daniel Lang (Fußballspieler) (* 1992), deutscher Fußballspieler
- Daniel Lange (* 1974), deutscher Journalist, Reporter und Filmemacher
- Daniel Levin (* 1974), US-amerikanischer Musiker
- Daniel London (* 1973), US-amerikanischer Film- und Theaterschauspieler
- Daniel Maldini (* 2001), italienischer Fußballspieler
- Daniel Meier (* 1972), Schweizer Eishockeyspieler
- Daniel Meier (* 1993), österreichischer Skirennläufer
- Daniel Meinertzhagen  (1733–1807), deutscher Kaufmann, Senator in Bremen
- Daniel Meinertzhagen (1801–1869), deutsch-britischer Kaufmann und Bankier
- Daniel Merck (1657–1717), deutscher Violinist und Komponist
- Daniel Morgenroth (* 1964), deutscher Schauspieler
- Daniel Moroder (* 2002), italienischer Skispringer
- Daniel Murphy (* 1985), US-amerikanischer Baseballspieler
- Daniel M. Neumark (* 1955), US-amerikanischer Chemiker und Hochschullehrer
- Daniel Nevers (1946–2022), französischer Musikproduzent und Musikhistoriker
- Daniel Nivel (* 1954), französischer Polizist
- Daniel Ortega (* 1945), nicaraguanischer Politiker, Revolutionär und Staatspräsident

#### P–Z
- Daniel Passarella (* 1953), argentinischer Fußballspieler
- Daniel Payne (1811–1893), US-amerikanischer Bischof
- Daniel Pongratz (* 1983), deutscher Musiker
- Daniel Puente Encina (* 1965), chilenischer Sänger, Gitarrist und Komponist
- Daniel Radcliffe (* 1989), britischer Schauspieler
- Daniel Reinhard (* 1951), Schweizer Schauspieler und Regisseur
- Daniel Reinhard (* 1960), Schweizer Fotograf
- Daniel Joseph Ricciardo (* 1989), australischer Formel-1-Fahrer
- Daniel Röhn (* 1979), deutscher Geiger
- Daniel Schnyder (* 1961), Schweizer Jazz-Musiker und Komponist
- Daniel Schnyder (* 1985), Schweizer Eishockeyspieler
- Daniel Schönewald (1782–1857), deutscher Zieglermeister und Politiker
- Daniel Schwerdtfeger, deutscher Poolbillardspieler
- Daniel Sdunek (* 1980), deutscher Handballtorwart
- Daniel „Dan“ Shak (* 1959), US-amerikanischer Fondsmanager und Pokerspieler
- Daniel „Dan“ Smith (* 1986), englischer Singer-Songwriter
- Daniel „Dan“ Smith (* 1989), US-amerikanischer Pokerspieler
- Daniel Stadler (1705–1764), deutscher Jesuit, Historiker, Autor und Pädagoge
- Daniel Sternberg (1913–2000), US-amerikanischer Dirigent, Komponist und Hochschullehrer
- Daniel Sträßer (* 1987), deutscher Schauspieler
- Daniel Strelitz (* 1990), US-amerikanischer Pokerspieler
- Daniel Tang (* 1992), chinesischer Pokerspieler
- Daniel Tångudd (* 1996), schwedischer Poolbillardspieler
- Daniel Villarreal (* 1977), panamaischer Jazzmusiker
- Daniel Vincent (1874–1946), französischer Politiker
- Daniel Vogt (* 1972), liechtensteinischer Skirennläufer
- Daniel Wagner (* 1987), deutscher Fußballspieler
- Daniel Ernst Wagner (1739 – vor 1810), deutscher Jurist, Pädagoge und Autor
- Daniel Guy „Dan“ Wallin (1927–2024), US-amerikanischer Tonmeister
- Daniel Wayenberg (1929–2019), niederländischer Pianist und Komponist
- Daniel Wilson (1840–1919), französischer Politiker

### Variante Dániel
- Dániel Angyal (* 29. März 1992), ungarischer Wasserballspieler
- Dániel Benkő (1947–2019), ungarischer Lautenist und Gitarrist, auch Hochschullehrer
- Dániel Buday (* 1981), ungarischer Handballspieler
- Dániel Fekete (* 1982), ungarischer Eishockeyspieler
- Dániel Gyurta (* 1989), ungarischer Schwimmer
- Dániel Kiss (* 1982), ungarischer Hürdenläufer (110-Meter-Distanz)
- Dániel Kóger (* 1989), ungarischer Eishockeyspieler
- Dániel Ligeti (* 1989), ungarischer Ringer
- Dániel Nagy (* 1991), ungarischer Fußballspieler
- Dániel Pauman (* 1986), ungarischer Kanute
- Dániel Rába (* 1998), ungarischer Leichtathlet (Hammerwurf)
- Dániel Szabó (* 1975), ungarischer Jazzmusiker
- Dániel Szabó (* 1997), ungarischer Leichtathlet
- Dániel Varga (* 1983), ungarischer Wasserballspieler

### Variante Daniël
- Daniël Belinfante (1893–1945), niederländischer Komponist und Direktor eines Musikinstitutes, NS-Opfer
- Daniël Théodore Gevers van Endegeest (1793–1877), niederländischer Rechtsanwalt und Politiker
- Daniël de Jong (* 1992), niederländischer Automobilrennfahrer
- Daniël Stellwagen (* 1987), niederländischer Schach-Großmeister